# Jean-Pierre Montal
Jean-Pierre Montal, né en 1971, est un écrivain et éditeur français.

## Biographie
Jean-Pierre Montal naît en 1971. Il est écrivain et éditeur.
Le 7 octobre 2024, il remporte le prix littéraire des Deux Magots pour le roman La Face nord.

## Œuvre

### Romans
- Les Années Foch, Pierre-Guillaume de Roux, 2015 (ISBN 978-2-36371-129-8).
- Les Leçons du vertige, Pierre-Guillaume de Roux, 2017 (ISBN 978-2-36371-211-0).
- La Nuit du 5-7, Séguier, coll. « L’Indéfinie », 2020 (ISBN 978-2-84049-802-5).
- Leur chamade, Séguier, coll. « L’Indéfinie », 2023 (ISBN 978-2-84049-911-4).
- La Face nord, Séguier, coll. « L’Indéfinie », 2024 (ISBN 978-2-84049-993-0).

### Nouvelles
- Nous autres, Pierre-Guillaume de Roux, 2019 (ISBN 978-2-36371-317-9).

### Essais
- Maurice Ronet : les vies du Feu follet, Pierre-Guillaume de Roux, 2013 (ISBN 978-2-36371-067-3).
- Jean-Pierre Montal et Jean-Christophe Napias, 100 courts chefs-d’œuvre : à lire en une heure, une soirée, une journée, le temps d’un voyage en train, La Table ronde, 2018 (ISBN 978-2-7103-8768-8).

## Prix
- Prix Jean-René Huguenin 2023 pour Leur chamade[4].
- Prix des Deux Magots 2024 pour La Face nord[3].